# 1785 في فرنسا
فيما يلي قوائم الأحداث التي وقعت خلال عام 1785 في فرنسا.

## ظهور
- 1 يناير – 120 يوما في سدوم كتاب من تأليف ماركيز دي ساد.

## مواليد

### فبراير
- 15 فبراير – كلود-لوي نافييه
- 22 فبراير – جان تشارلز أثاناس بلتيير فيزيائي فرنسي.

### مارس
- 27 مارس – لويس السابع عشر فنان تشكيلي فرنسي.

### نوفمبر
- 28 نوفمبر – فيكتور دو بروغلي سياسي فرنسي.

## وفيات

### فبراير
- 24 فبراير – كارلو بونابرت (مواليد 1746)

### مايو
- 8 مايو – إيتان دي شواسيول (مواليد 1719)

### يونيو
- 15 يونيو – جان فرانسوا بيلاتير دي روزيير (مواليد 1754)

### أغسطس
- 26 أغسطس – بيير لوروا (مواليد 1717) عالم فلك فرنسي.

### نوفمبر
- 18 نوفمبر – لويس فيليب الأول (مواليد 1725)